# Stewiacke
Stewiacke ist eine Kleinstadt im Colchester County in der kanadischen Provinz Nova Scotia mit 1373 Einwohnern (Stand: 2016). 2011 betrug die Einwohnerzahl 1438.

## Geographie
Stewiacke liegt am Zusammenfluss von Stewiacke River und Shubenacadie River. Rund 50 Kilometer südwestlich befindet sich Halifax. Die Verbindungsstraßen Prince Edward Island Route 2 und Prince Edward Island Route 102 verlaufen durch Stewiacke.

## Geschichte
Das Gebiet des heutigen Stewiacke wurde schon vor hunderten von Jahren von den
Mi'kmaqindianern bewohnt. Der Name des Ortes wurde von diesen Ah-seed-ee-a-waac gesprochen, d. h. „Ort, wo sich der Sand bewegt“ (englisch: place where the sands move). Erste Siedler erbauten dort ab 1839 ihre Häuser. Die offizielle Stadtgründung zur Town of Stewiacke erfolgte am 11. August 1906.
Die heutigen Einwohner sind überzeugt, dass ihre Stadt genau auf der Hälfte zwischen Nordpol und Äquator liegt, die jeweils 4985 Kilometer entfernt sind. Sie geben dem Ort deshalb den Spitznamen Halfway between the North Pole and the Equator.
Im Jahr 1991 wurden bei Minenarbeiten ca. zehn Kilometer südlich von Stewiacke Knochen eines Mastodons (Mammut americanum) gefunden. Aus diesem Anlass wurde das Vergnügungszentrum Mastodon Ridge mit einer Mastodon-Skulptur als Touristenattraktion gebaut.